# Reistenreks
Die Reistenreks (Oryzorictinae) sind eine Unterfamilie der Säugetierfamilie der Tenreks (Tenrecidae). Mit rund 20 Arten in drei Gattungen stellen sie die artenreichste Gruppe der Tenreks dar.
Reistenreks sind kleine Tiere, die ausschließlich auf Madagaskar leben. Sie erreichen eine Kopfrumpflänge von 4 bis 17 Zentimetern, im Gegensatz zu den meisten anderen Tenreks haben sie meist einen langen Schwanz, der annähernd die Länge des Körpers erreicht. Das Fell dieser Tiere ist graubraun und an der Unterseite heller. Sie sind Fleischfresser, die verschiedene Habitate bewohnen.
Es werden drei Gattungen unterschieden:
- Die Reiswühler (Oryzorictes) umfassen zwei Arten, die mit ihrer grabenden Lebensweise an Maulwürfe erinnern.
- Die Kleintenreks (Microgale) sind mit ungefähr 22 Arten die artenreichste Gruppe. Diese kleinen Tiere haben oft ein spitzmausähnliches Äußeres.
- Nesogale umfasst zwei Arten, ursprünglich wurden sie zu den Kleintenreks gestellt, gehören aber genetischen Untersuchungen zufolge einer eigenen Gattung an.

Der Wassertenrek (Microgale mergulus) wurde ursprünglich in einer eigenen Gattung (Limnogale) geführt, er ist aber genetischen Untersuchungen zufolge tief in die Gattung Microgale eingebettet. Im Gegensatz zu den landbewohnenden Kleintenreks ist der Wassertenrek an eine aquatische Lebensweise angepasst und bewohnt Gewässer.
In manchen Systematiken wird auch der Erdtenrek in diese Unterfamilie gestellt, heute jedoch eher in einer eigenen Unterfamilie, Geogalinae, geführt.